# Domkerk van Tórshavn
De Domkerk van Tórshavn (Faeröers: Havnar Kirkja of Dómkirkjan) is de op een na oudste kerk op de Faeröer. Hij werd gebouwd in 1788 en is gelegen aan het noordelijk uiteinde van het schiereiland Tinganes. Het is een van de belangrijkste bezienswaardigheden van de stad. Sinds 1990 is het de zetelkerk van de bisschop van de Faeröer.

## Geschiedenis
Voor zover bekend was er in de middeleeuwen geen echte kerk in Torshavn, hooguit een huis van gebed. Pas in 1609 werd er in opdracht van koning Christiaan IV een heuse houten kerk gebouwd op een rotsachtige heuvel. Op initiatief van de predikant Rasmus Jørgen Winther werd twee jaar na zijn benoeming in 1782 besloten tot de bouw van een nieuwe kerk. Deze kerk werd pas in 1788 door de bouwmeester in Tórshavn, Johannes Poulsen, voltooid. Na de inwijding van het nieuwe kerkgebouw werd de voorgangerkerk van koning Christiaan IV afgebroken en het vrijgekomen bouwmateriaal ervan op een veiling verkocht. Een deel van de oude inventaris kreeg echter weer een plaats in de nieuwe kerk. Tijdens de bouw van deze kerk was Tórshavn nog zo klein, dat de kerk nog buiten de stad lag. Het inwonertal van de stad bedroeg destijds slechts circa 600. Tegenwoordig is de kerk omgeven door gebouwen. Op enkele tekeningen en oude foto's na zijn er geen exacte details zoals afmetingen en een beschrijving van dit gebouw bewaard gebleven.

## De huidige kerk
Het huidige kerkgebouw dateert uit 1865. In 1935 werd het koor verlengd met vier meter en werd er een nieuwe sacristie aangebouwd. In 1968 werden er nogmaals een aantal ruimten toegevoegd.
Op de noordelijke muur van het kerkschip bevindt zich het altaar, een werk uit de late renaissance van rond 1647. Het altaarschilderij heeft een afmeting van 100 x 100 cm en stelt het Laatste Avondmaal voor. De klok van de kerk is afkomstig van het schip Norske Löve (Noorse Leeuw), dat in 1707 op oudjaarsavond verging in de buurt van Lambi. Het inschrift op de klok luidt: Danscke Ostindische Compagnies Scheb Nordische Løwe 1704. De klok is 30 cm. lang en de diameter van de buitenste rand is 41,5 cm.